# Рубашкине
Руба́шкине — селище Амвросіївської міської громади Донецького району Донецької області, Україна.

## Загальні відомості
Відстань до райцентру становить близько 14 км і проходить автошляхом місцевого значення.
Унаслідок російської військової агресії із серпня 2014 р. Рубашкине перебуває на території ОРДЛО.

## Населення
За даними перепису 2001 року населення селища становило 54 особи, з них 68,52 % зазначили рідною мову українську та 31,48 % — російську.